# Toro borvidék

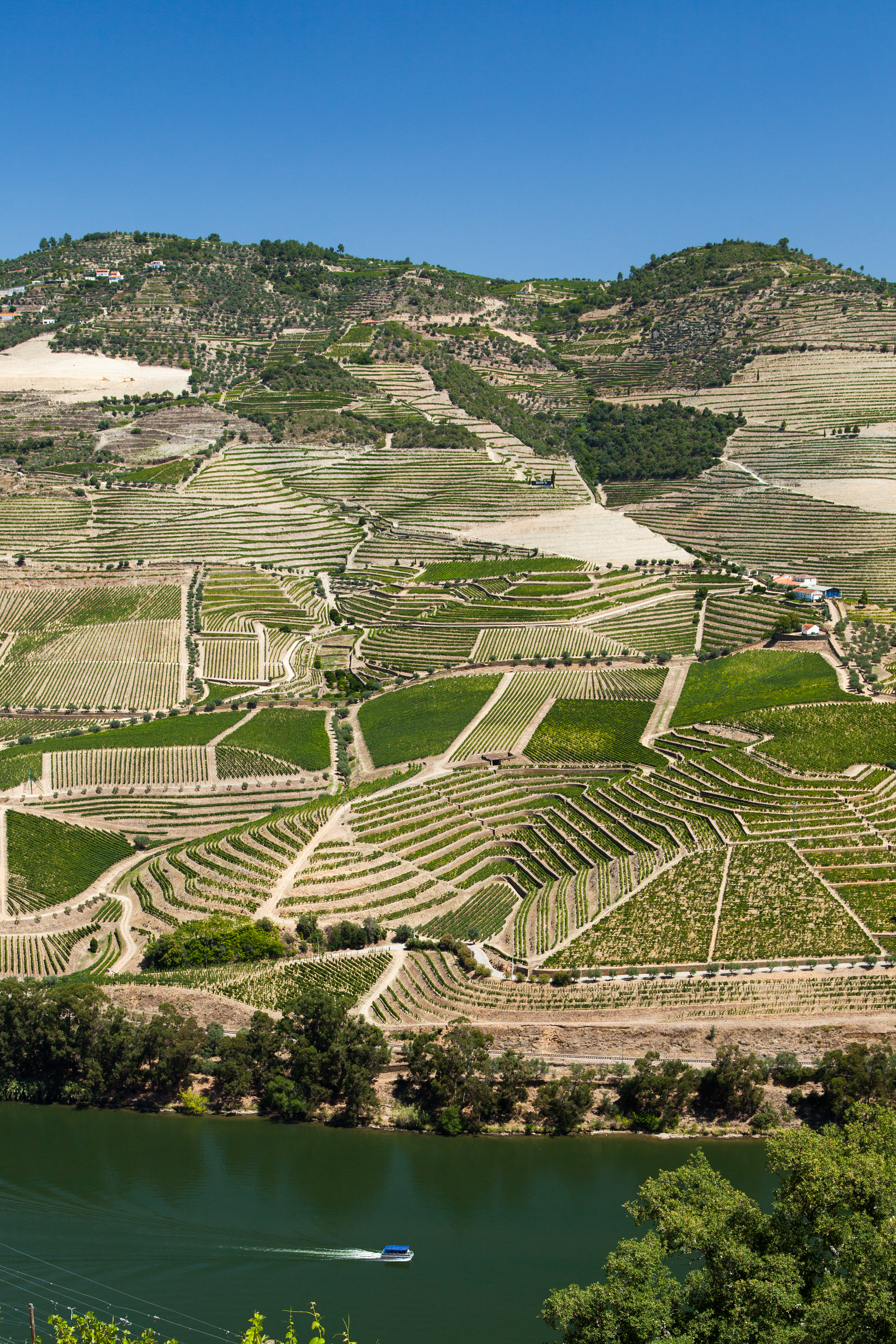
A folyó jobb (portugál) partja szőlészetekkel

Toro Spanyolország egyik történelmi borvidéke a Ribeira del Duero borrégióban (Kasztília és Leónban).

## Talaja, éghajlata
A borvidék Zamora tartomány délkeleti részén, a Duero folyó partján terül el. A Duero (Douro), ami itt Spanyolország és Portugália határfolyója, lapos völgyben folyik az Északi-Mezeta hullámos tönkfelszínének kopár mészkőtáblái közt a fennsík nyugati pereméig; tengerszint feletti magassága 600–750 méter.
Éghajlata szélsőségesen kontinentális. Az éves csapadék mindössze 350–400 mm. Nyári napokon a hőmérséklet megközelíti a 40 °C-t, téli éjszakákon -10 °C alá süllyed.

## Története
Borai a középkorban számos udvari kiváltságot kaptak, így árusíthatták őket több olyan városban is, ahol más borokat nem. A 19. század végén sok bort exportáltak Franciaországba, ahol a filoxéra kiirtotta az ültetvényeket.
A modern eredetvédelmi szabályozás kidolgozása után az 1970-es években kezdtek hozzá körzet határainak megállapításához, és a borvidék 1987-ben kapta meg a DO (Denominación de Origen) minősítést. A védett határokon belül mintegy 5500 hektáron termelnek borszőlőt.

## Jellemzői
Talaja alapvetően homokos (a folyó hordaléka). Ennek eredményeként a filoxéra itt nem pusztított; még ma is találhatunk a filoxéra előtt telepített tőkéket. Ezek (mostanra már igencsak csekély) terméséből különleges házasításokat készítenek.
Meghatározó szőlőfajtája a tinta de toro. Ezt többnyire a tempranillo olyan változatának tekintik, amely az évszázadok alatt alkalmazkodott a szélsőséges helyi viszonyokhoz. Egyesek szerint emiatt már önálló fajta, és ennek eredményeként 1990-ben önálló, helyi fajtaként jegyezték be.

## Borai
Leghíresebb borai vörösborok:
- a tinta de toro bor csak a névadó fajtából készülhet, mindenféle házasítás nélkül;
- a tinto roble borban a tinta de toro mellett lehet legfeljebb 10% garnacha is.

A tinta de toro szőlő szüretét nagyon pontosan kell időzíteni, mert a későn szüretelt szőlők borának potenciális alkoholtartalma könnyen túllépheti a 16 %-ot — a DO szabályozás 15 % alkoholtartalmat engedélyez, de a legjobbnak tekintett borok szokásos alkoholtartalma 13,5 %.
A tinta de toróból és a garnachából rozét is készítenek, a malvázia és verdejo fajtákból pedig fehérbort.
A régió borainak többségét sokáig folyóborként értékesítették; az utóbbi évtizedekben egyre több minőségi bor készül. Ehhez hozzájárul, hogy egyre több befektető érkezik külföldről, illetve a befutottabb spanyol borvidékekről.